# アンジェロ・ポリツィアーノ

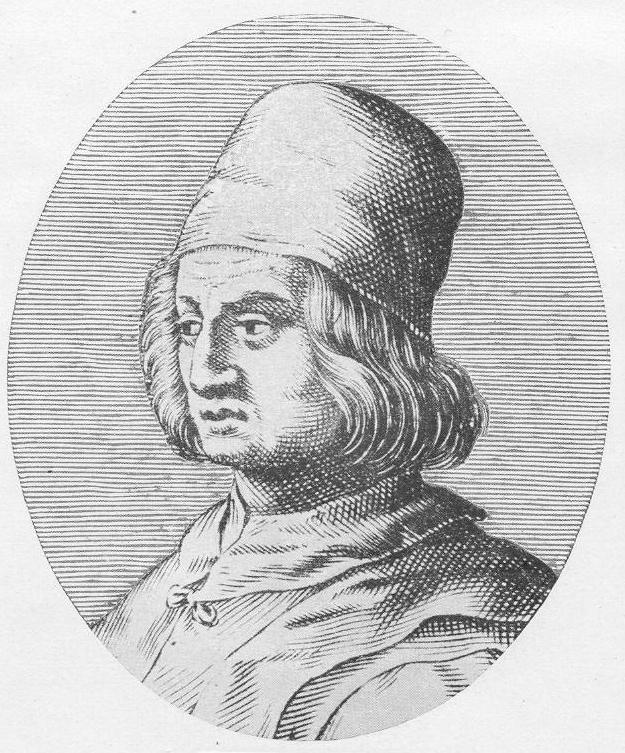
アンジェロ・ポリツィアーノ

アンジェロ・ポリツィアーノ（Angelo Poliziano 1454年7月14日 - 1494年9月28日または9月29日）は、イタリア・ルネサンスの人文主義者、詩人。

## 人物
モンテプルチャーノの出身で、本名はアンジェロ・アンブロジーニ。通称のポリツィアーノは出身地のラテン語読み（モンス・ポリティアヌス Mons Politianus）に因む。
1494年、死去。

## 生涯
トスカーナ地方中部のモンテプルチャーノに生まれる。1464年5月に父が殺害されたことで貧しかったが、フィレンツェでクリストフォロ・ランディーノに師事し、その才能を認められる。メディチ家当主ロレンツォの秘書となり、同時に詩作を教え、長男ピエロの家庭教師になった。パッツィ家の陰謀の際に、ロレンツォを逃して命を救ったのはポリツィアーノだという。語学に堪能で、20歳にしてホメロスの『イーリアス』をラテン語に訳す。また、詩人としても著名で代表作に『騎馬槍試合のスタンツェ』がある。ボッティチェッリの絵画作品『春』などはポリツィアーノの詩に構想を得ているともいわれる。

## 日本語訳
- アンジェロ・ポリツィアーノ『シルウァエ』 沓掛良彦 訳
月曜社「シリーズ・古典転生」、2023年12月。ISBN 978-4865031782